# The Conspirator
(Joseph Holt, citando Cicerone)
The Conspirator è un film del 2010 diretto da Robert Redford.
Il film, di produzione statunitense, racconta la storia vera di Mary Surratt, l'unica donna ad essere accusata di cospirazione nell'assassinio di Abraham Lincoln, e per questo divenuta la prima donna ad essere condannata all'impiccagione dal governo federale degli Stati Uniti d'America.

## Trama
La sera del 14 aprile 1865 fu assassinato a Washington il presidente Abraham Lincoln, mentre assisteva ad una rappresentazione teatrale.
Dopo l'assassinio di Lincoln, un gruppo di sette uomini e una donna viene arrestato con l'accusa di aver cospirato per uccidere il presidente, il vicepresidente e segretario di Stato. Tra questi, la donna accusata è la quarantaduenne Mary Surratt, proprietaria di una casa dove l'omicida John Wilkes Booth e gli altri complici pianificarono l'assassinio. Il ventisettenne Frederick Aiken, valoroso ufficiale nordista nella guerra civile diventato avvocato, viene incaricato, controvoglia, di difendere Mary di fronte ad un tribunale militare.
Durante il processo Aiken si convince sempre più dell'innocenza della sua cliente, usata come capro espiatorio al fine di catturare l'unico cospiratore scampato all'arresto, suo figlio John. Nonostante l'impegno dell'avvocato, la donna viene comunque giustiziata per spinta del neopresidente Andrew Johnson (eletto vicepresidente di Lincoln) e senza essere giudicata regolarmente da un tribunale civile, composto da una giuria popolare.
Il figlio della donna, John (successivamente catturato), viene invece assolto per mancanza di prove, anche se su di lui peserà sempre l'aver "causato" indirettamente la morte della madre che poteva probabilmente evitare, consegnandosi e testimoniando in suo favore.

## Produzione
The Conspirator è stato il primo film prodotto dalla The American Film Company, società fondata nel 2008.

### Riprese
Le riprese principali del film hanno avuto luogo, da ottobre a dicembre 2009, a Savannah, in Georgia.

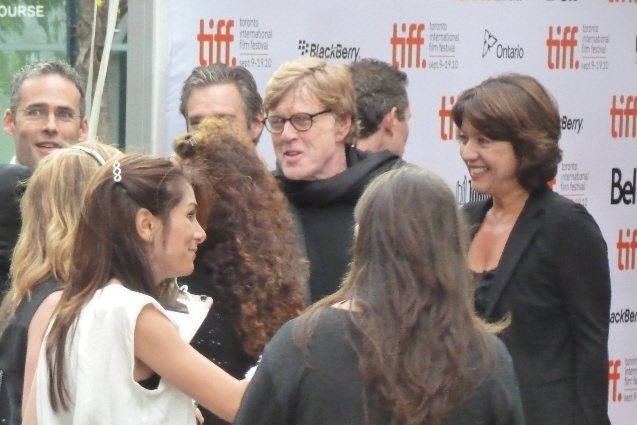
Parte del cast alla premiere del film al Toronto International Film Festival

## Distribuzione
Presentato in anteprima mondiale l'11 settembre 2010 al Toronto International Film Festival, il film è stato distribuito nelle sale cinematografiche statunitensi il 15 aprile 2011, proprio il giorno del 146º anniversario dalla morte di Lincoln.
La distribuzione del film in Italia invece è avvenuta il 22 giugno 2011 a cura della 01 Distribution.

## Accoglienza

### Incassi
Il film si è rivelato, considerando il budget iniziale di oltre 25 milioni, un flop al botteghino, incassando soltanto 3 506 602 di dollari durante la sua prima settimana di apertura e un totale di $ 11 538 204 a livello mondiale.

### Critica
Alla sua uscita, il film ha ricevuto recensioni contrastanti da parte della critica: per esempio, sul sito web Rotten Tomatoes il film riceve il 55% delle recensioni professionali positive, con un voto medio di 6,1/10, basato su 169 recensioni; il consenso critico del sito recita: "Il film ha un buon cast e racconta una storia interessante, ma a molti spettatori mancherà la pazienza per apprezzare, e sopportare, la regia lenta di Redford!".
Anche su Metacritic il film ottiene un punteggio medio di 55 su100, basato su 37 critiche, indicando "recensioni contrastanti o nella media".
Diversi critici l'hanno considerato un'evidente allegoria dell'atmosfera "post 11 settembre": infatti, su Jacobin nel 2015, il film è stato criticato per aver promosso la causa perduta della Confederazione.